# Pfaffendorf (Anger)
Pfaffendorf ist der älteste Siedlungskern der Gemeinde Anger im Landkreis Berchtesgadener Land und war bis mindestens 1961 ein amtlich benannter Gemeindeteil.

## Geschichte

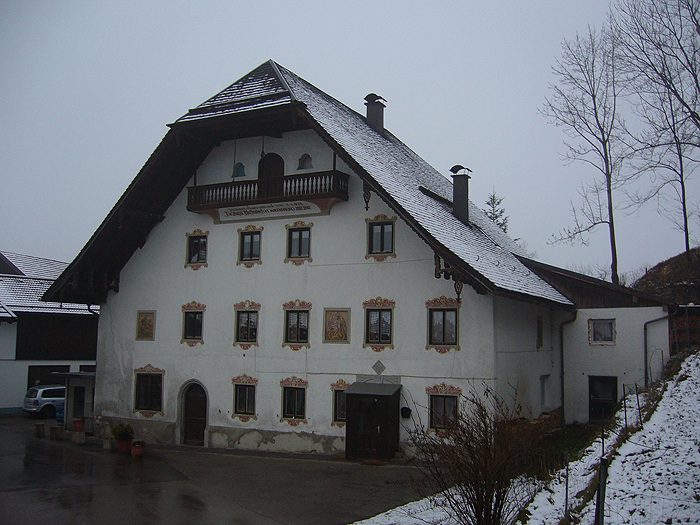
Die ehemalige Pfaffendorfer Mühle

Pfaffendorf wurde erstmals am 8. Februar 931 urkundlich erwähnt. Der Name Pfaphindorf schloss damals auch das Gebiet von Anger mit ein. Früher war Pfaffendorf eine Seelsorgestelle für Weltpriester, daher auch der Name. Ältestes Gebäude ist die ehemalige Mühle, welche im Jahr 1217 erbaut wurde und auch heute noch erhalten ist. Das Dorf erstreckte sich von der Kirche östlich entlang der heutigen Pfaffendorfstraße  in Anger.

## Heute
Heute ist Pfaffendorf mit Anger verbunden und wird nicht mehr als Ortsteil geführt. Es befinden sich in Pfaffendorf drei Gewerbebetriebe, eine Bäckerei, ein Elektriker und eine Spenglerei. Der katholische Kindergarten und das Pfarrheim befinden sich ebenfalls in Pfaffendorf.
Pfaffendorf ist zuletzt in den Jahren 2006/07 mit einem Neubaugebiet am Ellanpurgweg gewachsen.